# Matita per le labbra

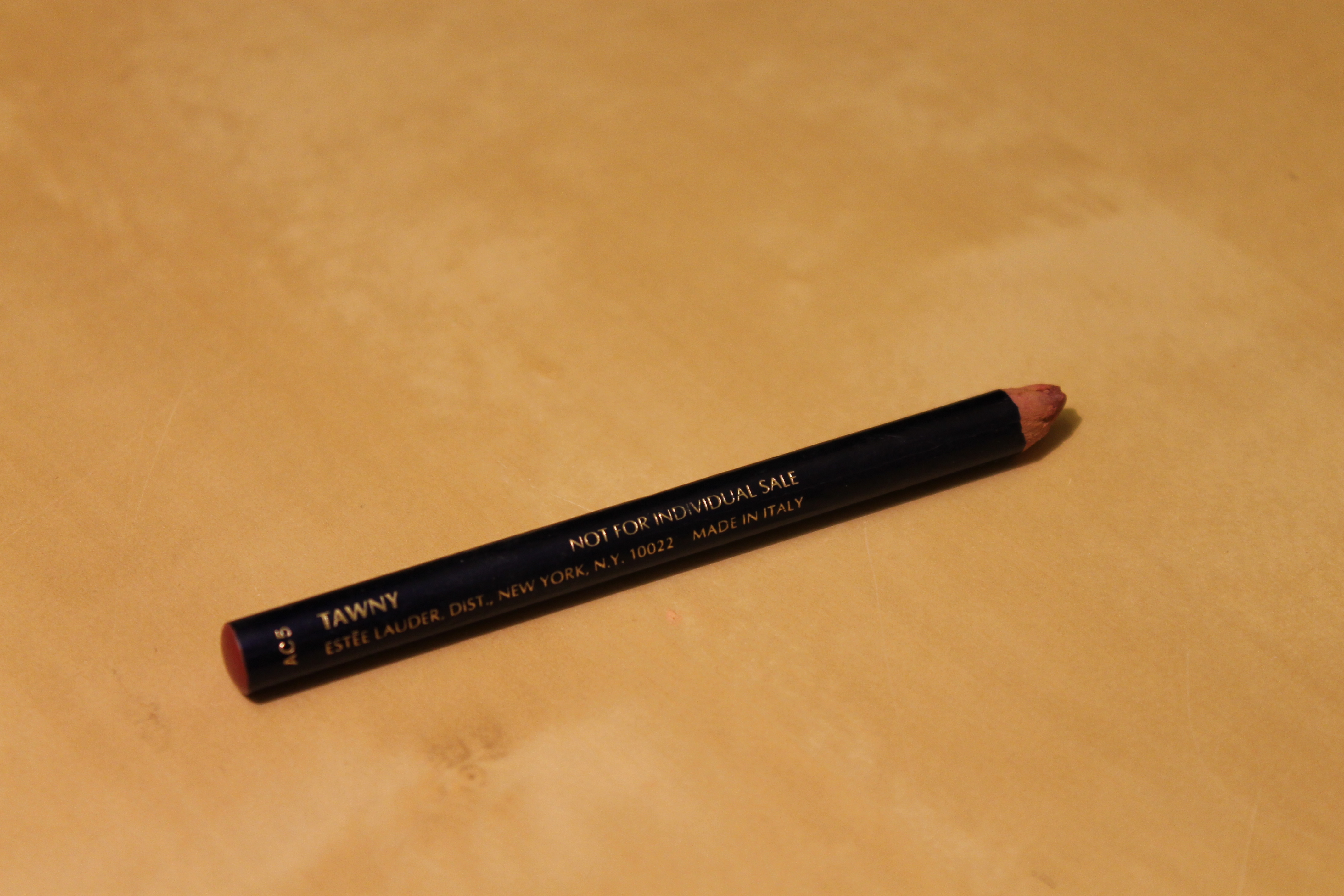
Matita per labbra

La matita per le labbra, spesso chiamata anche con il suo nome inglese lip liner è un cosmetico, che serve a far apparire le labbra più definite. 
La matita per le labbra viene utilizzata sul bordo esterno delle labbra, dopo l'applicazione del rossetto, per riempire le zone non uniformi e dare alla bocca una forma armoniosa. Normalmente la matita per le labbra è venduta sotto forma di tubetto retrattile, come il rossetto, o nell'effettiva forma di matita. 
Spesso viene utilizzato un colore più scuro rispetto a quello del rossetto, per evidenziare maggiormente l'effetto.